# L'Eau chaude, l'eau frette
Pour plus de détails, voir Fiche technique et Distribution.
L'Eau chaude, l'eau frette est un film québécois réalisé par André Forcier, sorti en 1976.

## Synopsis
Dans un quartier populaire, pendant qu'on organise une fête pour l'usurier du coin, des adolescents complotent un assassinat.
Angle Saint-Denis et Rachel, la plus belle terrasse de l'est de Montréal, l'endroit idéal pour faire un festin délirant qui fait éclater toutes les tensions qui traversent un milieu marginal.

## Analyse
L'Eau chaude, l'eau frette est une poésie de la cruauté, une célébration de l'anarchie où amis et ennemis se trouvent attablés sur une terrasse d'une maison de chambres de la rue Saint-Denis en l'honneur du quarante-troisième anniversaire de Polo. Chacun profite de cette grande réunion pour régler ses comptes et laver son linge sale en public. Le film se termine sur une note mi-amère, mi-triste où tous sont échaudés et éconduits sans ménagement, le tout dans une grande finale promise à des lendemains qui déchantent.
« Je tourne dans les bars et les grills, à cause des ombres et de la lumière qui y est belle (...) Je choisis mes locations à cause de la qualité de la lumière et parce qu'elles servent bien notre scénario. Je me fous du réalisme géographique ». (André Forcier)

## Fiche technique
- Titre : L'Eau chaude, l'eau frette
- Titre en anglais : A Pacemaker and a Sidecar
- Réalisation : André Forcier
- Scénario : André Forcier,  François Gill et Jacques Marcotte
- Photographie : François Gill
- Montage : André Corriveau
- Musique : André Duchesne
- Direction artistique : Réal Ouelette
- Costumes : François Laplante
- Production : Bernard Lalonde
- Pays d'origine : Canada
- Format : 35 mm, couleur,
- Durée : 94 minutes
- Genre : Comédie noire
- Date de sortie : Québec : 6 mars 1976

## Distribution
- Jean Lapointe : Polo
- Sophie Clément : Carmen
- Jean-Pierre Bergeron : Julien
- Louise Gagnon : Francine
- Anne-Marie Ducharme : Mlle Vanasse
- Guy L'Écuyer : Panama
- Réjean Audet : Ti-Guy
- Albert Payette : Monsieur Croteau
- Élise Varo : Clémence
- Françoise Berd : Françoise
- Marcel Fournier : Marcel
- Jacques Marcotte : Victor
- Roger Turcotte : Dansereau
- Jean Dansereau : Policier
- Jean-Pierre Piché : Policier
- J. Léo Gagnon : Ouvrier
- Germaine Lemyre : Cliente de la buanderie de Carmen
- Carole Laure : Cliente du restaurant de Françoise
- André Forcier : Client du restaurant de Françoise
- Francine Grimaldi : Invitée à l'anniversaire de Polo
- Madeleine Chartrand : Invitée à l'anniversaire de Polo
- Jean-Guy Boudreau : L'Acadien
- Michel Siry : Le vendeur de chocolat

## Récompense
- 1978 : prix de la critique au Festival de Chamrousse[1].